# National Society of Film Critics Awards 2022
La 56ª edizione dei National Society of Film Critics Awards, annunciati l'8 gennaio 2022, ha premiato i migliori film del 2021 secondo i membri della National Society of Film Critics (NSFC).

## Vincitori
A seguire vengono indicati i vincitori, in grassetto, e gli altri classificati, ciascuno col numero di voti ricevuti (tra parentesi):

### Miglior film
1. Drive My Car, regia di Ryūsuke Hamaguchi (48)
2. Petite Maman, regia di Céline Sciamma (25)
3. Il potere del cane (The Power of the Dog), regia di Jane Campion (23)

### Miglior regista
1. Ryūsuke Hamaguchi - Drive My Car e Il gioco del destino e della fantasia (Gūzen to sōzō) (46)
2. Jane Campion - Il potere del cane (The Power of the Dog) (36)
3. Céline Sciamma - Petite Maman (28)

### Miglior attore
1. Hidetoshi Nishijima - Drive My Car (63)
2. Benedict Cumberbatch - Il potere del cane (The Power of the Dog) (44)
3. Simon Rex - Red Rocket (30)

### Miglior attrice
1. Penélope Cruz - Madres paralelas (55)
2. Renate Reinsve - La persona peggiore del mondo (Verdens verste menneske) (42)
3. Alana Haim - Licorice Pizza (32)

### Miglior attore non protagonista
1. Anders Danielsen Lie - La persona peggiore del mondo (Verdens verste menneske) (54)
2. Vincent Lindon - Titane (33)
3. (ex aequo) Mike Faist - West Side Story / Kodi Smit-McPhee - Il potere del cane (The Power of the Dog) (26)

### Miglior attrice non protagonista
1. Ruth Negga - Due donne - Passing (Passing) (46)
2. Ariana DeBose - West Side Story (22)
3. Jessie Buckley - La figlia oscura (The Lost Daughter) (21)

### Miglior sceneggiatura
1. Ryūsuke Hamaguchi e Takamasa Ōe - Drive My Car (38)
2. Pedro Almodóvar - Madres paralelas (35)
3. Paul Thomas Anderson - Licorice Pizza (29)

### Miglior fotografia
1. Andrew Droz Palermo - Sir Gawain e il Cavaliere Verde (The Green Knight) (47)
2. Ari Wegner - Il potere del cane (The Power of the Dog) (41)
3. Sayomphu Mukdiphrom - Memoria (34)

### Miglior documentario
1. Flee (Flugt), regia di Jonas Poher Rasmussen (41)
2. (ex aequo) Procession, regia di Robert Greene / The Velvet Underground, regia di Todd Haynes (28)

### Film Heritage Award
- Maya Cade per «aver fondato il Black Film Archive, che amplia la conoscenza e l'accesso ai film afroamericani realizzati tra il 1915 e il 1979, includendo pezzi critici che analizzano i film in relazione tra loro e col cinema in generale»
- (postumo) Peter Bogdanovich e Bertrand Tavernier, «stimati critici-cineasti che non hanno mai perso la passione per i film altrui e per la storia del cinema. Entrambi hanno suggellato la propria carriera con cronache inestimabili del loro rapporto col cinema: Tavernier col documentario Voyage à travers le cinéma français e i libri 50 ans de cinéma américain e American Friends; Bogdanovich coi libri Chi diavolo ha fatto quel film? e Chi c'è in quel film?»